# Lista odcinków serialu Mozart in the Jungle
Poniżej znajduje się lista odcinków serialu telewizyjnego  Mozart in the Jungle – emitowanego przez amerykańską  platformę Amazon Prime Video od 6 lutego 2014 roku do 16 lutego 2018 roku. Powstały cztery serię, które łącznie składają się z 40 odcinków. W Polsce emitowany był również na platformie Amazon Prime Video od 14 grudnia 2016 roku.
| Sezon | Sezon | Odcinki | Oryginalna emisja Amazon Prime Video | Oryginalna emisja Amazon Prime Video | Oryginalna emisja Amazon Prime Video | Oryginalna emisja Amazon Prime Video |
| Sezon | Sezon | Odcinki | Premiera sezonu                      | Finał sezonu                         | Premiera sezonu                      | Finał sezonu                         |
| ----- | ----- | ------- | ------------------------------------ | ------------------------------------ | ------------------------------------ | ------------------------------------ |
|       | 1     | 10      | 6 lutego 2014                        | 23 grudnia 2014                      | 14 grudnia 2016                      | 14 grudnia 2016                      |
|       | 2     | 10      | 30 grudnia 2015                      | 30 grudnia 2015                      | 14 grudnia 2016                      | 14 grudnia 2016                      |
|       | 3     | 10      | 9 grudnia 2016                       | 9 grudnia 2016                       | 14 grudnia 2016                      | 14 grudnia 2016                      |
|       | 4     | 10      | 16 lutego 2018                       | 16 lutego 2018                       | 16 lutego 2018                       | 16 lutego 2018                       |

## Sezon 1 (2014)
| Nr | #  | Tytuł                         | Reżyseria                | Scenariusz                                           | Premiera Amazon Prime Video |
| -- | -- | ----------------------------- | ------------------------ | ---------------------------------------------------- | --------------------------- |
| 1  | 1  | Pilot                         | Paul Weitz               | Alex Timbers & Roman Coppola & Jason Schwartzman     | 6 lutego 2014               |
| 2  | 2  | Fifth Chair                   | Paul Weitz               | Paul Weitz & John Strauss                            | 23 grudnia 2014             |
| 3  | 3  | Silent Symphony               | Bart Freundlich          | Mark Steilen                                         | 23 grudnia 2014             |
| 4  | 4  | You Have Insulted Tchaikovsky | Daisy von Scherler Mayer | David I. Stern                                       | 23 grudnia 2014             |
| 5  | 5  | I'm with the Maestro          | Tricia Brock             | Alex Timbers and Nikki Schiefelbein                  | 23 grudnia 2014             |
| 6  | 6  | The Rehearsal                 | Bart Freundlich          | Paula Yoo Teleplay by: John Strauss & David I. Stern | 23 grudnia 2014             |
| 7  | 7  | You Go to My Head             | Roman Coppola            | Adam Brooks and Kate Gersten                         | 23 grudnia 2014             |
| 8  | 8  | Mozart with the Bacon         | Adam Brooks              | Roman Coppola & Jason Schwartzman                    | 23 grudnia 2014             |
| 9  | 9  | Now, Fortissimo!              | Daryl Wein               | Alex Timbers                                         | 23 grudnia 2014             |
| 10 | 10 | Opening Night                 | Paul Weitz               | John Strauss & Paul Weitz                            | 23 grudnia 2014             |

## Sezon 2 (2015)
| Nr | #  | Tytuł                                      | Reżyseria         | Scenariusz                          | Premiera Amazon Prime Video |
| -- | -- | ------------------------------------------ | ----------------- | ----------------------------------- | --------------------------- |
| 11 | 1  | Stern Papa                                 | Paul Weitz        | Paul Weitz                          | 30 grudnia 2015             |
| 12 | 2  | Nothing Resonates Like Rhinoceros Foreskin | Adam Brooks       | Roman Coppola, Jason Schwartzman    | 30 grudnia 2015             |
| 13 | 3  | It All Depends on You                      | Adam Brooks       | Stuart Blumberg                     | 30 grudnia 2015             |
| 14 | 4  | Touché Maestro, Touché                     | Jason Schwartzman | Alex Timbers                        | 30 grudnia 2015             |
| 15 | 5  | Regreso Del Rey                            | Roman Coppola     | Adam Brooks                         | 30 grudnia 2015             |
| 16 | 6  | How to Make God Laugh                      | Roman Coppola     | Stuart Blumberg, Adam Brooks        | 30 grudnia 2015             |
| 17 | 7  | Can You Marry a Moon?                      | Tricia Brock      | David Iserson                       | 30 grudnia 2015             |
| 18 | 8  | Leave Everything Behind                    | Tricia Brock      | Rachel Axler                        | 30 grudnia 2015             |
| 19 | 9  | Amusia                                     | Paul Weitz        | Kate Gersten, Matt Shire            | 30 grudnia 2015             |
| 20 | 10 | Home                                       | Paul Weitz        | Paul Weitz, Kate Gersen, Matt Shire | 30 grudnia 2015             |

## Sezon 3 (2017)
| Nr | #  | Tytuł                                | Reżyseria          | Scenariusz               | Premiera Amazon Prime Video |
| -- | -- | ------------------------------------ | ------------------ | ------------------------ | --------------------------- |
| 21 | 1  | La Fiamma                            | Paul Weitz         | Paul Weitz               | 9 grudnia 2016              |
| 22 | 2  | The Modern Piece                     | Will Graham        | Kate Gersten             | 9 grudnia 2016              |
| 23 | 3  | My Heart Opens to Your Voice         | Patricia Rozema    | Will Graham              | 9 grudnia 2016              |
| 24 | 4  | Avventura Romantica                  | Patricia Rozema    | Susan Coyne              | 9 grudnia 2016              |
| 25 | 5  | Now I Will Sing                      | Paul Weitz         | Paul Weitz, Peter Morris | 9 grudnia 2016              |
| 26 | 6  | Symphony of Red Tape                 | Azazel Jacobs      | Hannah Bos, Paul Thureen | 9 grudnia 2016              |
| 27 | 7  | Not Yet Titled                       | Roman Coppola      | Roman Coppola            | 9 grudnia 2016              |
| 28 | 8  | Circles Within Circles               | Tricia Brock       | Noelle Valdivia          | 9 grudnia 2016              |
| 29 | 9  | Creative Solutions for Creative Lies | Gael García Bernal | Susan Coyne, Will Graham | 9 grudnia 2016              |
| 30 | 10 | You're the Best or You F'ing Suck    | Paul Weitz         | Paul Weitz               | 9 grudnia 2016              |

## Sezon 4 (2018)
| Nr | #  | Tytuł                             | Reżyseria       | Scenariusz                          | Premiera Amazon Prime Video |
| -- | -- | --------------------------------- | --------------- | ----------------------------------- | --------------------------- |
| 31 | 1  | The Boyfriend                     | Paul Weitz      | Paul Weitz                          | 16 lutego 2018              |
| 32 | 2  | If I Was An Elf, I Would Tell You | Will Graham     | Will Graham                         | 16 lutego 2018              |
| 33 | 3  | Significant Lover                 | Kat Coiro       | Sarah Walker                        | 16 lutego 2018              |
| 34 | 4  | An Honest Ghost                   | Tobias Datum    | Halley Feiffer                      | 16 lutego 2018              |
| 35 | 5  | The Coach                         | Azazel Jacobs   | Andrew Pierce Fleming & Matt Kriete | 16 lutego 2018              |
| 36 | 6  | Domo Arigato                      | Paul Weitz      | Peter Morris & Paul Weitz           | 16 lutego 2018              |
| 37 | 7  | We're Not Robots                  | Azazel Jacobs   | Susan Coyne                         | 16 lutego 2018              |
| 38 | 8  | Ichi Go Ichi E                    | Roman Coppola   | Roman Coppola & Susan Coyne         | 16 lutego 2018              |
| 39 | 9  | I Want You To Think Of Me         | Wendey Stanzler | Sarah Walker                        | 16 lutego 2018              |
| 40 | 10 | Dance                             | Paul Weitz      | Paul Weitz                          | 16 lutego 2018              |